# (2609) Kiril-Metodi
(2609) Kiril-Metodi ist ein Asteroid des inneren Hauptgürtels, der von dem sowjetischen Astronomenehepar Nikolai und Ljudmila Tschernych am 9. August 1978 am Krim-Observatorium in Nautschnyj (IAU-Code 095) entdeckt wurde. Sichtungen des Asteroiden hatte es vorher schon mehrere gegeben: am 12. März 1934 unter der vorläufigen Bezeichnung 1934 EG am Union-Observatorium in Johannesburg sowie am 26. und 28. Januar 1947 (1947 BJ) am Yerkes-Observatorium in Williams Bay, Wisconsin.
Die Lichtkurve des Asteroiden wurde am 15. und vom 17. bis 20. Februar 2010 mit dem 50-cm-Ritchey-Chrétien-Teleskop des Oakley Southern Sky Observatorys in Coonabarabran, New South Wales untersucht. Die Rotationsperiode von (2609) Kiril-Metodi konnte mit 4,94 Stunden für eine Umdrehung bestimmt werden.
Der italienische Astronom Vincenzo Zappalà definiert in einer Publikation von 1995 (et al.) eine Zugehörigkeit von (2609) Kiril-Metodi zur Flora-Familie, einer großen Gruppe von Asteroiden, die nach (8) Flora benannt ist. Asteroiden dieser Familie bewegen sich in einer Bahnresonanz von 4:9 mit dem Planeten Mars um die Sonne. Die Gruppe wird auch Ariadne-Familie genannt, nach dem Asteroiden (43) Ariadne.
(2609) Kiril-Metodi wurde am 28. März 1983 nach den Brüdern Kyrill von Saloniki und Method von Saloniki benannt, auch bekannt als die Heiligen Kyrill und Method, slawische Missionare des 9. Jahrhunderts, die unter anderem als Wegbereiter der kyrillischen Schrift gelten.